# Distretto del Dnestr
Il distretto del Dnestr (in ucraino Дністровський район?, Dnistrovs'kyj rajon) è un distretto nell'oblast' di Černivci in Ucraina. Il suo centro amministrativo è la città di Kel'menci  Ha una popolazione di 152 208 abitanti.
È stato creato il 17 luglio 2020 nell'ambito della riforma delle divisioni amministrative dell'Ucraina.